# Psi kłopot
Psi kłopot (ang. The Dog Problem) – amerykańska komedia obyczajowa z 2006 roku oparta na scenariuszu i reżyserii Scotta Caana. Wyprodukowany przez Thousand Words Films.

## Opis fabuły
Sfrustrowany pisarz Solo (Giovanni Ribisi) dni swojej sławy dawno ma za sobą. Psychiatra radzi mu, by kupił sobie psa. Wkrótce czworonożny przyjaciel odmienia życie mężczyzny. Za jego sprawą poznaje on atrakcyjną striptizerkę Lolę (Lynn Collins), która ma bzika na punkcie zwierząt.

## Obsada
- Giovanni Ribisi jako Solo Harrington
- Lynn Collins jako Lola
- Scott Caan jako Casper
- Kevin Corrigan jako Benny
- Mena Suvari jako Jules
- Sarah Shahi jako Candy
- Tito Ortiz jako Frank
- Kimo Leopoldo jako Ted
- Brian Goodman jako Joe
- Joanna Krupa jako Taffy
- Med Abrous jako Brad

i inni